# Bunker (rugby à XV)
Pour les articles homonymes, voir Bunker.

Symbole d'un carton jaune assorti d'un appel au bunker.

En rugby à XV, la règle du bunker est une disposition d'arbitrage instaurée en 2023 pour fluidifier le jeu. En cas de faute dont il est difficile d'affirmer rapidement si la sanction doit être une exclusion temporaire (carton jaune) ou définitive (carton rouge) du joueur, l'arbitre de champ prononce une exclusion temporaire et délègue à l'arbitre vidéo la responsabilité de commuer ou non la sanction en sortie définitive, par visionnage des ralentis dans les huit minutes qui suivent et alors que le jeu a repris;
Elle s'inspire de la règle en usage dans le championnat australien de rugby à XIII,.

## Motivation et modalités
Pour les prises de décisions difficiles qui peuvent conduire à l'expulsion définitive d'un joueur, les matchs de rugby à XV sont interrompus pour que l'arbitre de champ examine les ralentis vidéos de l'action litigieuse. C'est, pour les joueurs comme pour les spectateurs, une source d'attente souvent critiquée. 
La règle du bunker a donc été instaurée en 2023 : dans le cas où l'arbitre a un doute sur la couleur du carton encouru par le joueur fautif, il prononce une exclusion temporaire assortie d'un appel au « bunker ». C'est en parallèle du jeu qui a repris que l'arbitre vidéo va visionner les ralentis pour affiner la sanction, dans son local dénommé « bunker de revue du jeu déloyal » (en anglais : foul play review bunker). Il a huit minutes pour rendre sa décision à l'arbitre de champ, qui en informe alors les capitaines des équipes.
L'arbitre signale la mise en bunker immédiatement après avoir brandi un carton jaune, en plaçant ses bras devant son visage en croix de Saint-André.
La règle a été expérimentée en 2023 en Super Rugby et lors du championnat du monde junior 2023, avant d'être appliquée pour la coupe du monde 2023. Lors de cette compétition, les vidéastes peuvent pour statuer utiliser toutes les images produites par World Rugby, y compris les technologies de zoom et de l’écran partagé Hawk-Eye.